# 陈泽珲
陈泽珲（1957年10月—），湖南宁乡人，中华人民共和国政治人物，原长沙市人民政府常务副市长。

## 生平
1957年10月，陈泽珲出生在湖南省湘潭专区宁乡县流沙河镇（今长沙市宁乡市）。1984年9月，陈泽珲进入长沙市委党校党政管理专业学习，1986年7月毕业。1992年4月，陈泽珲取得湖南省高教自考新闻专业的毕业证，1996年10月毕业后在湖南省高等学校师资培训中心学习，1998年10月完成学业。
文化大革命末期的1974年1月，陈泽珲是宁乡县民办教师，电影放映员。同年7月加入中国共产党。
1977年6月，陈泽珲进入中共宁乡县委办公室成为一名干部、副科级秘书。
1986年10月，陈泽珲成为长沙市政府办公室综合二科干部、综合一科副科长、秘书一科科长、综合一科科长。1991年4月，陈泽珲任中共长沙市市委政研室副县级研究员、政研室副主任、主任。
2000年10月，陈泽珲晋升中共长沙市岳麓区委书记、中共长沙市委助理巡视员。
2006年9月，陈泽珲转任中共长沙市委常委、宣传部长。
2011年10月，陈泽珲任中共长沙市委常委、长沙市人民政府党组成员、长沙市人民政府常务副市长，2017年1月卸任。2017年12月正式退休。

### 落马
2020年4月20日，中国共产党中央纪律检查委员会、国家监察委员会官方网站刊文《湖南省长沙市委原常委、市人民政府原常务副市长陈泽珲接受纪律审查和监察调查》。10月29日，湖南省纪委监委公布其罪名包括：陈泽珲违反政治纪律，私自从国（境）外购买、携带有严重政治问题的书刊入境并长期阅看、私藏，与他人串供，销毁、转移涉案证据材料，对抗组织审查；违反中央八项规定精神和廉洁纪律，违规收受礼金；违反组织纪律，不如实报告个人有关事项，通过年龄造假为本人谋取任职方面的利益；违反廉洁纪律，违规从事营利活动；违法占用农用土地建私房；利用职务上的便利，在工程项目承揽、解决土地闲置问题、减免土地使用税费、申请银行贷款等方面为他人谋取利益并非法收受财物，数额特别巨大，涉嫌受贿犯罪；陈泽珲身为党员领导干部，背离初心使命、丧失党性原则，目无法纪、擅权妄为，私欲膨胀、疯狂敛财，且在党的十八大后仍不收敛、不收手，性质严重、影响恶劣，应予严肃处理。陈泽珲遭到开除党籍、取消退休待遇处分。湖南省人民检察院依法以涉嫌受贿罪对陈泽珲决定逮捕。11月30日，湖南省人民检察院指定由衡阳市人民检察院向衡阳市中级人民法院就陈泽珲涉嫌受贿罪一案提起公诉，陈泽珲从2001年至2020年（2017年1月卸任职务）一共贪污受贿7000余万人民币。

## 家庭
陈泽珲有个儿子叫陈熙（1983年11月生），原长沙市国资经营集团有限公司党委委员、董事、副总经理。父子二人同日落马。